# Fosse no 7 - 19 des mines de Courrières
La fosse no 7 - 19 dite Henri Maurice de la Compagnie des mines de Courrières est un ancien charbonnage du Bassin minier du Nord-Pas-de-Calais, situé à Fouquières-lez-Lens. La fosse no 7 est commencée en avril 1882, moins de deux ans après la mise en service de la fosse no 6. Elle commence à produire en 1885. Le puits no 19 est commencé le 23 juin 1910. La fosse est détruite durant la Première Guerre mondiale. Les terrils nos 83, 100 et 230 sont édifiés à l'ouest de la fosse, des cités sont construites à l'est. La fosse cesse d'extraire en 1935, date à laquelle elle assure l'aérage des travaux du fond de la fosse no 9 - 17.
La Compagnie des mines de Courrières est nationalisée en 1946, et intègre le Groupe d'Hénin-Liétard. La fosse cesse l'aérage en 1960, date à laquelle son puits no 7 est remblayé. Le puits no 19 l'est l'année suivante. Les installations sont ensuite détruites.
Au début du XXIe siècle, Charbonnages de France matérialise les têtes des puits nos 7 et 19. Les cités ont été rénovées.

## La fosse
Moins de deux ans après la mise en service de la fosse no 6, la Compagnie des mines de Courrières décide d'établir à 1 725 mètres au nord-ouest une nouvelle fosse, toujours à Fouquières-lez-Lens.

### Fonçage
La fosse no 9 est commencée en avril 1882. La fosse est située à 250 mètres au sud-ouest de la route d'Harnes à Hénin-Liétard, et à 1 220 mètres au nord du clocher de Montigny. Le puits est entrepris à l'altitude de 27,98 mètres,. La tête des eaux est rencontrée à 1,90 mètre. Le niveau a été passé au moyen du même procédé utilisé à la fosse no 5. Le diamètre utile du puits est de 4,50 mètres. Le terrain houiller est atteint à la profondeur de 137,35 mètres,.

### Exploitation

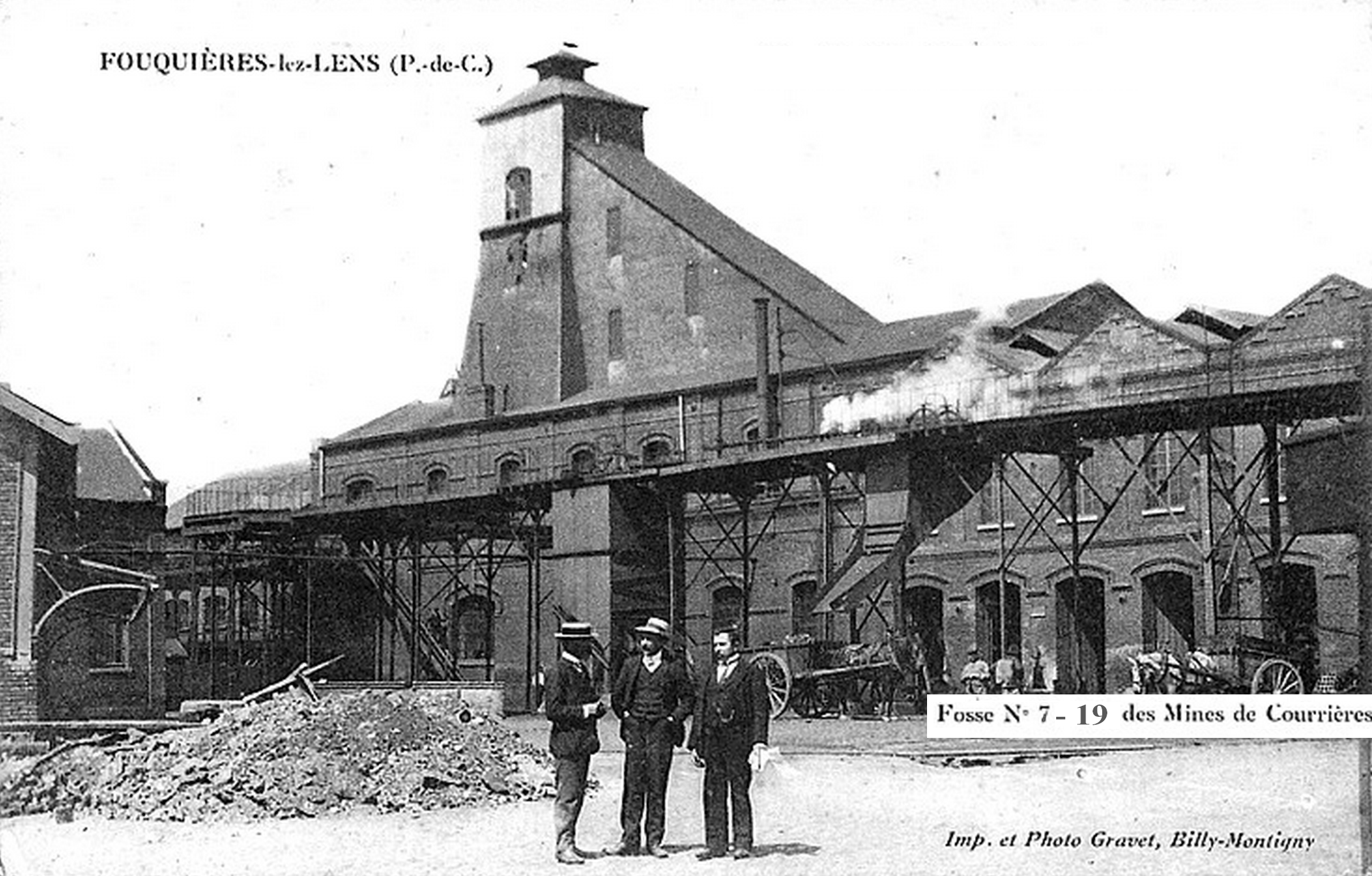
La fosse no 7 vers 1900.

La fosse commence à produire en 1885. Les accrochages sont établis à 159, 188 et 225 mètres, seul le dernier est exploité dans les années 1890. Le puits est profond de 318,40 mètres. Le puits no 19 est commencé le 23 juin 1910, à 65 mètres au sud du puits no 7. La fosse est détruite durant la Première Guerre mondiale.
Le puits no 7 a été approfondi de 525 à 763 mètres en 1932. Un sondage a été attaqué au fond du puits no 7 à partir de la cote de 794 mètres à la fin de décembre 1933, où il a atteint la profondeur de 973 mètres. Les terrains traversés sont très failleux, et présentent de fortes pentes allant jusqu'à 45° jusqu'à la verticale. Les empreintes y sont rares et le charbon recoupé a une teneur en matières volatiles de 8,5 %. On ne peut pas encore indiquer avec quelque certitude dans quelle assise se poursuit le sondage. En 1934, le sondage est arrêté à 1 400 mètres. Soixante-quinze centimètres de charbon ont été recoupés à 981 mètres, 1,80 mètre à 995 mètres, un mètre à 1 095 mètres, 65 centimètres à 1 042 mètres, 3,50 mètres de schistes charbonneux à 1 100 mètres et 80 centimètres de charbon à 1 130 mètres. La teneur en matières volatiles est de 7 à 8 %. La pente des terrains est comprise entre 30 et 45°. D'après l'étude réalisée par M. Pruvost, le sondage pénètre dans une zone brouillée de 794 à 929 mètres. En 1935, le sondage n'a pas trouvé de gisement justifiant les frais de création de nouveaux étages dans les circonstances de l'époque. La fosse cesse par conséquent d'extraire. Elle est concentrée sur la fosse no 9 - 17, sise 1 420 mètres à l'ouest, et assure son aérage.
La Compagnie des mines de Courrières est nationalisée en 1946, et intègre le Groupe d'Hénin-Liétard. La fosse no 7 - 19 cesse l'aérage de la fosse no 9 - 17 en 1960, et ferme. Cette année-là, le puits no 7, profond de 794 mètres, est remblayé. Le puits no 19, profond de 402 mètres, l'est en 1961.

### Reconversion
Au début du XXIe siècle, Charbonnages de France matérialise les têtes des puits nos 7 et 19. Le BRGM y effectue des inspections chaque année. Les seuls vestiges de la fosse sont les bains-douches, les locaux sociaux et le bâtiment du ventilateur du puits no 19.

## Les terrils
Trois terrils résultent de l'exploitation de la fosse no 7 - 19.

### Terrilno83, 7 - 19 Marais

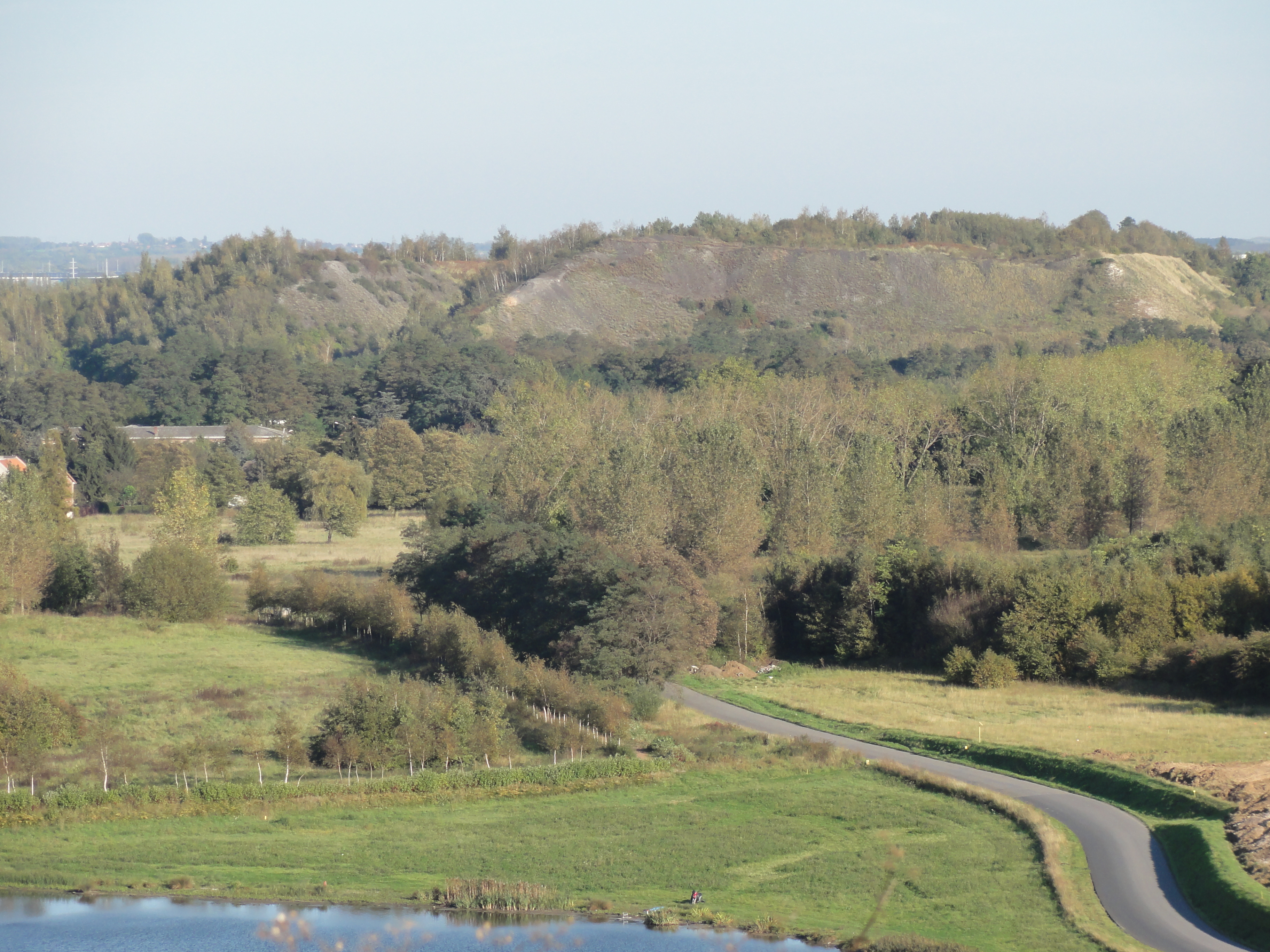
Les terrils.

50° 26′ 05″ N, 2° 54′ 46″ E
Le terril no 83, situé à Fouquières-lez-Lens, est un des trois terrils créés par la Compagnie des mines de Courrières sur le marais de Fouquières, il a été alimenté par la fosse no 7 - 19.

### Terrilno100, Décharge Marais de Fouquières
50° 26′ 10″ N, 2° 54′ 56″ E
Le terril no 100, situé à Fouquières-lez-Lens, est un des trois terrils créés sur le marais de Fouquières.

### Terrilno230, Remblais Marais de Fouquières
50° 26′ 14″ N, 2° 54′ 53″ E
Le terril no 230, situé à Fouquières-lez-Lens, est un des trois terrils créés sur le marais de Fouquières

## Les cités
De vastes cités ont été bâties à l'est de la fosse.